# TBS Maskinpower
TBS Maskinpower ApS er en dansk jordbrugsmaskinforhandler og servicevirksomhed med hovedkvarter i Grindsted og maskinforretninger på 10 lokaliteter i Danmark. Virksomheden var i 2007 kendt som Brørup Maskinhandel og forretningen blev i 2017 til TBS Maskinpower med afdelinger i Starup, Brørup og Toftlund. TBS Maskinpower er siden 2017 ejet af den tyske maskinforhandler Raiffeisen Waren (80 %) og af den danske iværksætter Jens Hansen (20 %). I 2023 omsatte de for 800 mio. kr. i Danmark. I det samme regnskabsår havde de ca. 200 ansatte.
I Sortimentet har TBS Maskinpower et full-line sortiment af Fendt, endvidere er de forhandlere af Valtra, Krampe, Bredal, Kuhn, Dal-Bo, Fasterholt, Thyregod, Geringhoff og Vario Plovkontrol.